# Mousseline (cuisine)
Pour les articles homonymes, voir Mousseline (homonymie).

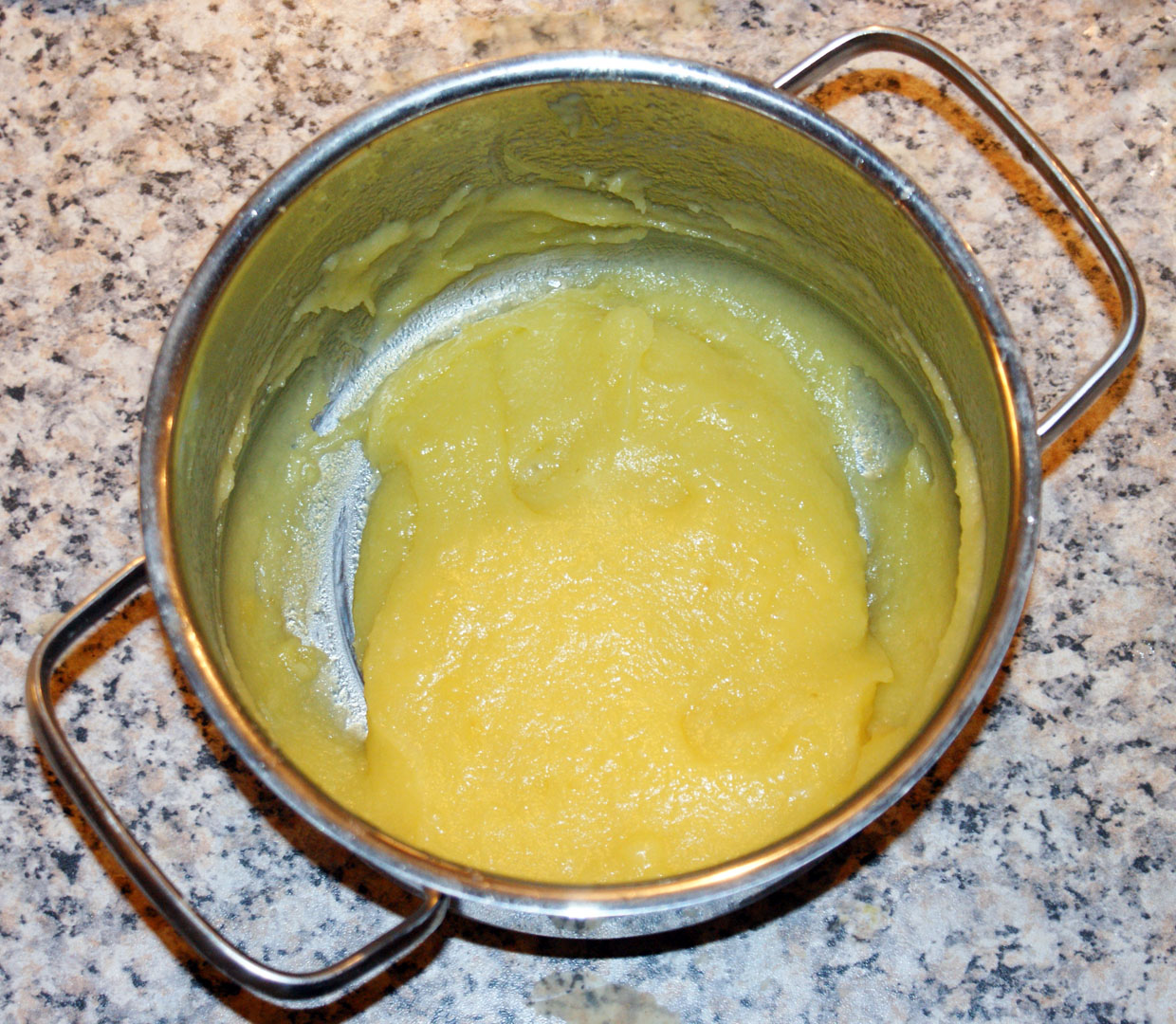
Crème mousseline.

La mousseline est le nom de diverses préparations culinaires légères. Le mot est aussi utilisé en apposition ou comme adjectif, pour caractériser une préparation (une « brioche mousseline »).

## Histoire
Le mot « mousseline » apparaît au milieu du XVIIe siècle pour désigner une « légère étoffe de coton ». En 1712, il désigne aussi une pâte composée de gomme adragante mêlée d'eau et de jus de citron.

## Usages
Par analogie avec le tissu, le mot est employé pour nommer des préparations culinaires caractérisées par leur légèreté :
- la mousseline : une préparation légère, à laquelle est généralement ajoutée de la crème fouettée (exemple : mousseline de saumon, mousseline aux framboises).
- Les pommes mousseline (ou la mousseline) : une purée de pommes de terre fouettée[3], parfois additionnée de jaunes d'œuf et de crème fouettée.
- La sauce mousseline : sauce hollandaise épaisse à laquelle on incorpore au dernier moment de la crème fouettée[4].

En 1963, Maggi (Nestlé) lance la marque de purée instantanée (ou purée de pommes de terre en flocons) Mousline.